# Chitasida duplicata
Chitasida duplicata är en fjärilsart som beskrevs av Karl Grünberg 1910. Chitasida duplicata ingår i släktet Chitasida och familjen nattflyn. Inga underarter finns listade i Catalogue of Life.